# إيقاظ (مسلسل كوري)
إيقاظ (بالكورية: 낮과 밤)؛ هو مسلسل تلفزيوني كوري جنوبي، تم بثه على قناة تي في إن كل يوم الاثنين والثلاثاء على ساعة 21:00 بتوقيت كوريا الجنوبية .

## القصة
تدور أحداث المسلسل عن ضباط الشرطة ، أثناء قيامهم بحفر أسرار الأحداث الغامضة، التي حدثت في قرية منذ 26 عامًا والتي ترتبط بطريقة ما بالأحداث الغامضة التي تحدث في الوقت الحاضر.

## بطولة
- نام غونغ مين - بدور دو جونغ وو قائد فريق خاص بوكالة الشرطة الوطنية.[5][6]
- كيم سول هيون - بدور جونغ هاي وون، وهي ضابطة شرطة ومفتشة فريق خاص في وكالة شرطة العاصمة سيئول.[7]
- لي تشونغ آه - في دور جيمي لايتون ، تم تبنيها في الولايات المتحدة عندما كانت طفلة ، تعمل محققًة من مكتب التحقيقات الفيدرالي ، أرسلت كا محققًة إلى كوريا الجنوبية كقائدة لفريق تحليل السلوك.[8]
- لي شين يانغ - بدور جانغ جي وان.

## المشاهدات
| الموسم | الموسم | رقم الحلقة | رقم الحلقة | رقم الحلقة | رقم الحلقة | رقم الحلقة | رقم الحلقة | رقم الحلقة | رقم الحلقة | رقم الحلقة | رقم الحلقة | رقم الحلقة | رقم الحلقة | رقم الحلقة | رقم الحلقة | رقم الحلقة | رقم الحلقة | المتوسط |
| الموسم | الموسم | 1          | 2          | 3          | 4          | 5          | 6          | 7          | 8          | 9          | 10         | 11         | 12         | 13         | 14         | 15         | 16         | المتوسط |
| ------ | ------ | ---------- | ---------- | ---------- | ---------- | ---------- | ---------- | ---------- | ---------- | ---------- | ---------- | ---------- | ---------- | ---------- | ---------- | ---------- | ---------- | ------- |
|        | 1      | 1119       | 973        | 977        | 1067       | 948        | 1016       | 796        | 1016       | 904        | 963        | 1203       | 1099       | 1174       | 1222       | 1236       | 1353       | 1066    |

| الحلقة | تاريخ البث الأصلي | متوسط حصة الجمهور (AGB Nielsen) | متوسط حصة الجمهور (AGB Nielsen) |
| الحلقة | تاريخ البث الأصلي | على الصعيد الوطني               | سيول                            |
| ------ | ----------------- | ------------------------------- | ------------------------------- |
| 1      | 30 نوفمبر 2020    | 4.704%                          | 5.422%                          |
| 2      | 1 ديسمبر 2020     | 4.475%                          | 4.971%                          |
| 3      | 7 ديسمبر 2020     | 4.012%                          | 4.485%                          |
| 4      | 8 ديسمبر 2020     | 4.218%                          | 4.847%                          |
| 5      | 14 ديسمبر 2020    | 3.921%                          | 4.568%                          |
| 6      | 15 ديسمبر 2020    | 4.384%                          | 5.089%                          |
| 7      | 21 ديسمبر 2020    | 3.451%                          | 3.829%                          |
| 8      | 22 ديسمبر 2020    | 4.103%                          | 4.589%                          |
| 9      | 28 ديسمبر 2020    | 4.111%                          | 4.462%                          |
| 10     | 29 ديسمبر 2020    | 4.391%                          | 5.043%                          |
| 11     | 4 يناير 2021      | 4.790%                          | 5.474%                          |
| 12     | 5 يناير 2021      | 4.623%                          | 5.360%                          |
| 13     | 11 يناير 2021     | 4.795%                          | 5.002%                          |
| 14     | 12 يناير 2021     | 5.036%                          | 5.647%                          |
| 15     | 18 يناير 2021     | 5.397%                          | 6.067%                          |
| 16     | 19 يناير 2021     | 6.214%                          | 6.764%                          |
| معدل   | معدل              | 4.539%                          | 5.101%                          |

## الإنتاج
في ديسمبر 2019 ذكرت وكالة 935 الترفيهية ان الممثل نامكونج مين تلقى عرضًا للعب دور المحقق دو جونغ وو، في مارس 2020 انضمت لي تشونغ آه إلى في فريق التمثيل. انضم أيضًا يون كيونغ هو إلى فريق التمثيل في يونيو 2020.
في أغسطس توقف تصوير الدراما بسبب جائحة كوفيد -19.
في أكتوبر 2020 أكد بايك جي وون و لي شين يانغ ظهورهما في المسلسل. تم إصدار اللقطات الأولى من الإنتاج في 3 نوفمبر 2020.

## البث الدولي
المسلسل متاح بترجمات متعددة اللغات على iQIYI وVIU في جنوب شرق آسيا.

## روابط خارجية
- (بالكورية)
- إيقاظ  في قاعدة بيانات الأفلام على الإنترنت (بالإنجليزية)
- إيقاظ على هانسينما